# Greatest Hits (The Marshall Tucker Band 1978)
| Recensione              | Giudizio        |
| ----------------------- | --------------- |
| AllMusic                | [ 1 ]           |
| Robert Christgau        | A-              |
| Sputnikmusic            | 4.0 (Excellent) |
| Dizionario del Pop-Rock | [ 4 ]           |

Greatest Hits è la prima raccolta della The Marshall Tucker Band, pubblicato dalla Capricorn Records nel 1978.

## Tracce
Lato A
1. Can't You See – 6:00 (Toy Caldwell) – Tratto dall'album: The Marshall Tucker Band (1973)
2. Heard It in a Love Song – 4:54 (Toy Caldwell) – Tratto dall'album: Carolina Dreams (1977)
3. Searchin' for a Rainbow – 3:48 (Toy Caldwell) – Tratto dall'album: Searchin' for a Rainbow (1975)
4. Ramblin' – 5:01 (Toy Caldwell) – Tratto dall'album: The Marshall Tucker Band (1973)

Durata totale: 19:43
Lato B
1. Fire on the Mountain – 3:53 (George McCorkle) – Tratto dall'album: Searchin' for a Rainbow (1975)
2. This Ol' Cowboy – 6:42 (Toy Caldwell) – Tratto dall'album: Where We All Belong (1974)
3. 24 Hours at a Time – 5:00 (Toy Caldwell) – Tratto dall'album: A New Life (1974)
4. Long Hard Ride – 3:48 (Toy Caldwell) – Tratto dall'album: Long Hard Ride (1976)

Durata totale: 19:23

## Musicisti
Can't You See
- Toy Caldwell - chitarra acustica, voce solista
- George McCorkle - chitarra elettrica
- Doug Gray - percussioni, accompagnamento vocale
- Jerry Eubanks - flauto, accompagnamento vocale
- Tommy Caldwell - basso, accompagnamento vocale
- Paul Riddle - batteria
- Jaimoe Johanson - percussioni
- Paul Hornsby - pianoforte, organo

Heard It in a Love Song
- Toy Caldwell - chitarra solista
- Doug Gray - voce solista
- George McCorkle - chitarra
- Jerry Eubanks - flauto, armonie vocali
- Tommy Caldwell - basso, armonie vocali
- Paul Riddle - batteria
- Paul Hornsby - pianoforte, organo
- Jaimoe - congas

Searchin' for a Rainbow
- Toy Caldwell - chitarra steel
- George McCorkle - chitarra acustica
- Doug Gray - voce solista
- Jerry Eubanks - strumenti a fiato, accompagnamento vocale
- Tommy Caldwell - basso, accompagnamento vocale
- Paul Riddle - batteria
- Richard Betts - chitarra elettrica solista
- Paul Hornsby - pianoforte
- Charlie Daniels - fiddle
- Chuck Leavell - pianoforte elettrico
- Jaimoe - congas
- Al McDonald - mandolino

Ramblin'
- Toy Caldwell - chitarra elettrica solista
- George McCorkle - chitarra ritmica
- Doug Gray - voce solista, percussioni
- Jerry Eubanks - sassofono, accompagnamento vocale
- Tommy Caldwell - basso, accompagnamento vocale
- Paul Riddle - batteria
- Paul Hornsby - tastiere, organo
- Oscar Jackson - sassofono
- Samuel Dixon - tromba

Fire on the Mountain
- Toy Caldwell - chitarra steel, chitarra acustica
- George McCorkle - chitarra acustica
- Doug Gray - voce solista
- Jerry Eubanks - strumenti a fiato, accompagnamento vocale
- Tommy Caldwell - bassi, accompagnamento vocale
- Paul Riddle - batteria
- Jaimoe - congas
- Charlie Daniels - fiddle
- Chuck Leavell - pianoforte elettrico
- Al McDonald - mandolino

This Ol' Cowboy
- Toy Caldwell - chitarra acustica, voce solista
- George McCorkle - chitarra elettrica
- Doug Gray - accompagnamento vocale, percussioni
- Jerry Eubanks - strumenti a fiato, accompagnamento vocale
- Tommy Caldwell - basso, accompagnamento vocale
- Paul Riddle - batteria
- Paul Hronsby - pianoforte
- Charlie Daniels - fiddle
- Andy Stein - fiddle
- Jerry Joseph - congas
- Sam McPhearson - armonica

24 Hours at a Time
- Toy Caldwell - chitarra elettrica
- George McCorkle - chitarra acustica, banjo
- Doug Gray - voce solista, percussioni
- Jerry Eubanks - strumenti a fiato, accompagnamento vocale
- Tommy Caldwell - basso, accompagnamento vocale
- Paul Riddle - batteria
- Paul Hornsby - tastiere
- Charlie Daniels - fiddle
- Jaimoe - congas
- Oscar Jackson - strumenti a fiato
- Earl Ford - strumenti a fiato
- Harold Williams - strumenti a fiato
- Todd Logan - strumenti a fiato

Long Hard Ride
- Toy Caldwell - chitarra elettrica solista
- George McCorkle - chitarra elettrica ritmica, chitarra acustica, bull whip (frusta)
- Doug Gray - percussioni
- Jerry Eubanks - strumenti a fiato
- Tommy Caldwell - basso
- Paul Riddle - batteria
- Charlie Daniels - fiddle
- John McEuen - banjo, mandolino
- Jaimoe - congas
- Paul Hornsby - pianoforte